# آزومی ۲: مرگ یا عشق
آزومی ۲: مرگ یا عشق (انگلیسی: Azumi 2: Death or Love) یک فیلم در ژانر اکشن، عاشقانه، و درام به کارگردانی شوسوکه کانکو است که در سال ۲۰۰۵ منتشر شد.

## بازیگران
- آیا اوئتو
- یوما ایشیگاکی
- چیاکی کوری‌یاما
- شون اوگوری
- کازوکی کیتامورا
- تاک ساکاگوچی
- آی مائدا